# Transport multimodal

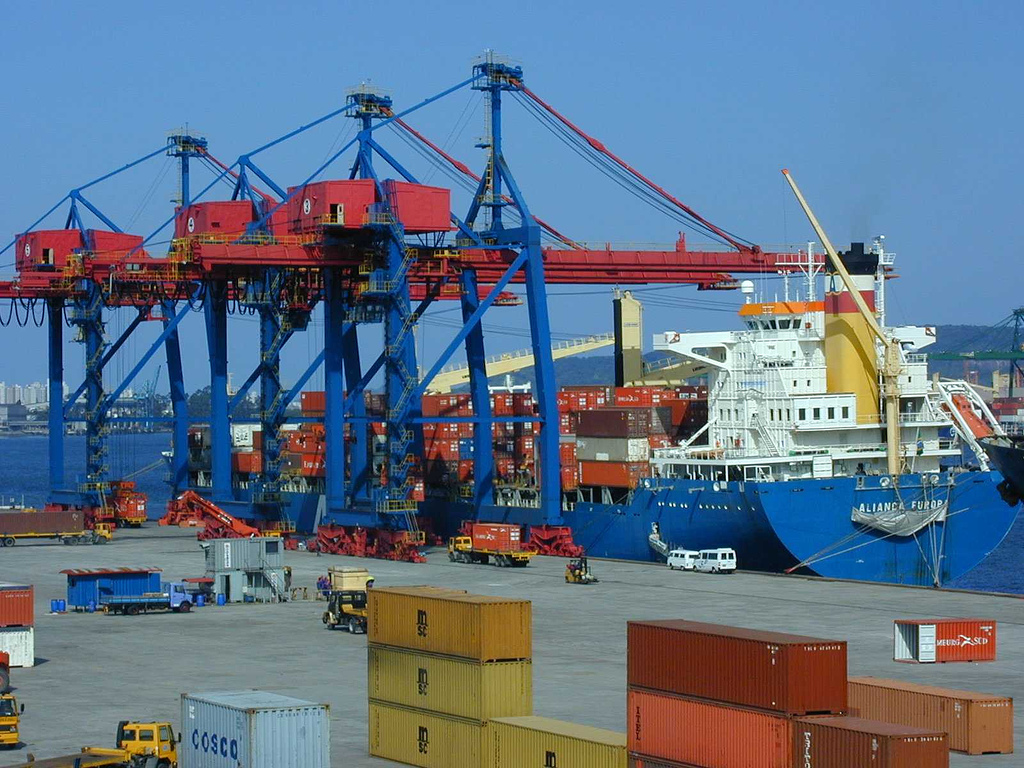
Transferència de contenidors d'un vaixell a un camió al port de Santos (Brasil).

El transport multimodal és l'articulació entre diferents maneres de transport, a fi de realitzar més ràpida i eficaçment les operacions de transbord de materials i mercaderies (incloent contenidors, palets o articles similars utilitzats per a consolidació de càrregues). El transport multimodal és aquell en el qual és necessari emprar més d'un tipus de vehicle per transportar la mercaderia des del seu lloc d'origen fins a la seva destinació final, però intervenint un sol contracte de transport.
D'acord amb el concepte general de transport multimodal, és possible transportar càrrega per mitjans multimodales a orri, amb contenidors o sense, o efectuar operacions de transport multimodal domèstic. Dins d'aquest marc global, distingim el transport intermodal (utilitzant diversos tipus de transport però utilitzant una única mesura de càrrega) i transport combinat (diferents mitjans dins d'una mateixa cadena de transports agricultures).
Generalment el transport multimodal és efectuat per un operador de transport multimodal, qui subscriu un Contracte de Transport Multimodal i assumeix la responsabilitat del seu compliment en qualitat de portador.

## Lliurament
En la pràctica els promotors de càrrega s'han convertit al transport multimodal, acceptant una molta més àmplia responsabilitat com a transportistes. També grans transportistes de mar s'han desenvolupat dins els transportis multimodals i proporcionen als seus clients el servei lliura porta a porta, el transportista de mar ofereix transport des dels remitents locals (situat en algun lloc interior) fins a tot el camí de les instal·lacions del receptor (també freqüent en alguna part d'interior) en comptes de solament oferir més servei tradicional cara a cara o servei port a port també pot estar lligat a diverses coses.
Avui els transports de contenidors són els enviaments multimodals més importants. No obstant això cal tenir sempre en compte que el transport multimodal no és equivalent al transport de contenidors i el transport multimodal és factible sense cap mena de contenidors.

## Impacte legal del transport multimodal
Actualment els transports multimodals són governats per diferents i freqüents mandats i convenis internacionals. Aquestes convencions estipulen diferents bases de responsabilitat i diferents limitacions de responsabilitat per al transportista. Els diferents convenis existeixen sense alterar cap dels dos aspectes i la responsabilitat del transportista està definida segons quan l'incompliment del contracte s'hagi produït. Per exemple, si els articles han estat danyats pel transport. No obstant això, els problemes tendeixen a sorgir si el lloc de l'incompliment del contracte no és determinable.